# Стивън Бойд
Стивън Бойд (на английски: Stephen Boyd) е северноирландско-американски актьор. 

## Биография
Роден е на 4 юли 1931 г. в Гленгърмли, Антрим, Северна Ирландия в протестантско семейство. Родителите са му Марта Бойд и Джеймс Александър Милар, който е шофьор на камион с канадски произход, той е един от деветте братя и сестри в семейството.
Бойд умира от инфаркт на 45-годишна възраст, докато играе голф в Портър Вали в Нортридж, Калифорния. Погребан е на гробището Оукууд Мемориал Парк в Лос Анджелис.

## Избрана филмография
| Година | Филм                    | Оригинално заглавие             | Роля          | Режисьор       |
| ------ | ----------------------- | ------------------------------- | ------------- | -------------- |
| 1958   | Перли на лунна светлина | Les Bijoutiers du clair de lune | Ламбер        | Роже Вадим     |
| 1958   | Бравадос                | The Bravados                    | Бил Захари    | Хенри Кинг     |
| 1959   | Бен-Хур                 | Ben-Hur                         | Месала        | Уилям Уайлър   |
| 1959   | Най-доброто от всичко   | The Best of Everything          | Майк Райс     | Жан Негулеско  |
| 1966   | Фантастичното пътуване  | Fantastic Voyage                | Грант         | Ричард Флейшър |
| 1971   | Хани Колдър             | Hannie Caulder                  | проповедникът | Бърт Кенеди    |